# Natascha Kotenko
Natascha Kotenko (ukrainisch Наташа Котенко; * 3. April 1974, geborene  Natascha Bodentschuk) ist eine ehemalige ukrainische Handballspielerin, die für die ukrainische Nationalmannschaft auflief.

## Karriere
Natascha Kotenko wuchs in Saporischschja auf. Sie begann das Handballspielen im Alter von 12 Jahren. Mit 16 Jahren lief sie für HK Motor Saporischschja erstmals in der höchsten Spielklasse auf. Mit Motor Saporischschja gewann sie 1993, 1994 und 1995 die ukrainische Meisterschaft. Die vielseitig im Rückraum einsetzbare Spielerin wechselte 1996 zum ungarischen Erstligisten Debreceni Vasutas SC.
Kotenko lief in der Saison 1999/2000 für den deutschen Bundesligisten SG Hessen Hersfeld auf. Anschließend wechselte sie zum Ligakonkurrenten Buxtehuder SV. Für den BSV erzielte sie 574 Tore in 142 Spielen. Während ihrer Zeit in Buxtehude gehörte Kotenko dem Kader der ukrainischen Nationalmannschaft an, für die sie 17 Länderspiele bestritt. Im Jahre 2008 wechselte sie zum Zweitligisten SGH Rosengarten. Mit Rosengarten stieg sie 2010 in die Bundesliga auf. Nach der Saison 2011/12 beendete sie ihre Karriere.
Kotenko war beim Buxtehuder SV als Jugendtrainerin tätig. Weiterhin trainierte sie beim Hamburger Handball-Verband eine Landesauswahlmannschaft. Nach der Saison 2022/23 verließ Kotenko den Buxtehuder SV und übernahm die A- und B-Jugend des VfL Fredenbeck, der in einer Spielgemeinschaft als JSG Fredenbeck-Stade antritt. In der Saison 2024/25 trainiert sie nur noch die A-Jugend.

## Sonstiges
Ihr Ehemann Ihor Kotenko lief für die ukrainische Handballnationalmannschaft auf.